# اعداد زائد

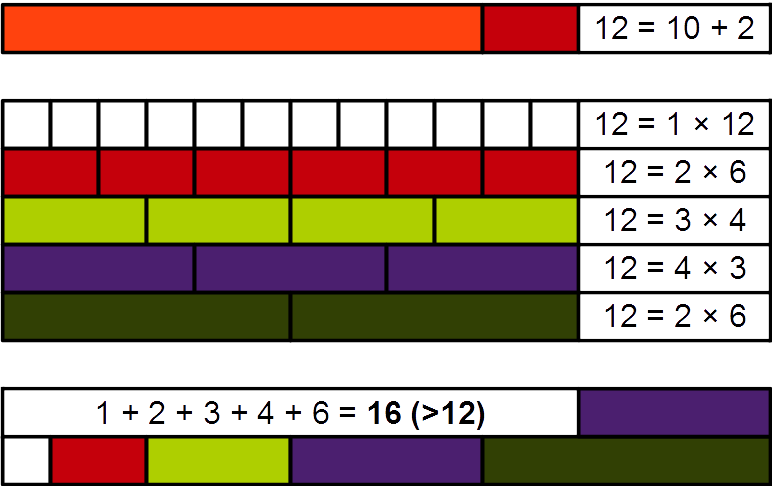
بخشی از اعداد زائد

## تعریف
اعداد تام، اعداد صحیحی مانند n که مجموع مقسوم علیه‌های آن‌ها ۲n است.اگر، مجموع مقسوم علیه‌های یک عدد صحیح n، کوچکتر از ۲n باشد، آ ن عدد را ناقص می‌گویند؛ و اگر s(n) از ۲n بزرگتر باشد، عدد را زائد می‌نامند. مثلاً
S(۱۰)=۱۸، در نتیجه ۱۰ ناقص است.
در حالی که
S(۱۲)=۲۸، در نتیجه ۱۲ زائد است.
واضح است که هر عدد صحیح مثبتی، یا ناقص است، یا تام، یا زائد.
با اطلاعات ظاهراً کمی که این تعریف‌ها در اختیار ما می‌گذارند، یافتن اثبات‌های آسان برای نتایج کلی از قبیل دو قضیهٔ زیر شگفت‌آور می‌نماید.

## قضیه ۱
هر عدد زوج بزرگتر از ۴۶ را می‌توان به صورت حاصل جمع دو عدد زائد نوشت.
؛ اثبات قضیه ۱:
در اثبات این قضیه و قضیهٔ ۲، لم زیر نقش اساسی دارد:
؛ لم.
اگر عدد n تام یا زائد باشد، مضارب آن
زائدند.
؛ اثبات لم:
فرض کنیم مقسوم علیه‌های n عبارت باشند از d۲,…، d۱=۱، dk=n. در این صورت، md۱ ،md۲ ،...mdk مقسوم علیه‌های عدد mn هستند. چون m ≥ ۲، مقسوم علیه ۱ جزء مقسوم علیه‌های mn در این فهرست نمی‌آید. بدون این که زحمت جستجوی سایر مقسوم علیه‌های mn را به خود بدهیم، می‌توانیم نتیجه بگیریم که:
s(mn) ≥ ۱+md۱+…+mdk>md۱+md۲+…+mdk=ms(n)

حال اگر n تام یا زائد باشد، آن گاه
پس:
S(mn)>m(۲n)
که نتیجه می‌دهد mn زائد است.
حال، به انجام رساندن قضیه ۱ کار ساده ایست. واضح است که اگر عدد صحیح زوجی بر ۶ تقسیم شود، باقی‌مانده اش یکی از اعداد ۰، ۲، یا ۴ خواهد بود؛ یعنی هر عدد صحیح زوجی به یکی از صورت‌های زیر است:
n=۶k یا n=۶k+۲ یا n=۶k+۴ .
اگر n=۶k وk ≥ ۴، می‌توان نوشت:
n=۶k=۶*۲+۶(k-۲)
و بنا به لم ما، هر یک از جمله‌های طرف راست، زائد است.
اگر n=۶k+۲ وk ≥ ۵، می‌توان نوشت:
n=۶k+۲=۶*۳+۶(k-۳)+۲=۲۰+۶(k-۳)
۲۰ زائد است، و مضرب ۶ در جملهٔ دوم نیز زائد است.
اگر n=۶k+۴ وk ≥ ۸، می‌توان نوشت:
n=۶k+۴=۶*۶+۶(k-۶)+۴=۴۰+۶(k-۶)
۴۰ زائد است، و (k-۶) نیز زائد است.
اعداد کوچکتر از ۴۶ عبارت اند از ۱۲، ۱۸، ۲۰، ۲۴، ۳۰، ۳۶، ۴۰ و ۴۲. به آسانی دیده می‌شود که مجموع هیچ دو تا از این اعداد، ۴۶ نیست. در نتیجه، ۴۶ بزرگترین عدد صحیح زوجی است که نمی‌توان آن را به صورت مجموع دو عدد زائد نوشت.

## قضیه ۲
هر عدد صحیح ناکمتر از ۸۳۱۶۰ را می‌توان به صورت مجموع دو عدد زائد نوشت.
؛ اثبات قضیه ۲:
بنابر قضیه ۱، هر عدد زوج ناکمتر از ۸۳۱۶۰ را می‌توان به صورت مجموع دو عدد زائد نوشت. پس کافی است اعداد فرد بزرگتر از ۸۳۱۶۰ را در نظر بگیریم.
روش اساسی ما، با روشی که در مورد قضیه ۱ به کار بردیم، یکی است: ما عملاً عبارتی به صورت A+B به دست می‌آوریم که هر عدد فرد بزرگتر از ۸۳۱۶۰ را ( و در واقع، هر عدد زوج بزرگتر از ۸۳۱۶۰ را نیز ) به صورت مجموع دو عدد زائد نشان دهد. و باز زائد بودن عوامل جمع از این واقعیت که آن‌ها مضارب اعداد زائد معلوم اند، نتیجه خواهد شد.
آشکار است که اگر قرار باشد A+B مجموع فردی را به دست دهد، A و B باید دارای زوجیت مخالف باشند، یعنی باید یکی فرد و دیگری زوج باشد. بنابراین، کار را با جستجوی عدد زائد فردی شروع می‌کنیم. این جستجو زیاد به طول می‌انجامد؛ کوچکترین عدد زائد فرد، ۹۴۵ است. ( عدد بعدی، ۱۵۷۵ است.) اما این نتیجه دلگرم‌کننده نیست زیرا فاصلهٔ مضارب ۹۴۵ زیاد است.
ولی حکمی در مبحث معادلات سیاله وجود دارد که در این جا به ما کمک می‌کند:
؛ اگر a و b اعداد صحیح مثبتی باشند که نسبت به هم اولند، معادلهٔ ax+by=c که در آن c>ab، دارای جوابی چون (x,y) در اعداد صحیح مثبت است.
این حکم را فعلاً می‌پذیریم و عدد زائد زوجی را جستجو می‌کنیم که نسبت به ۹۴۵=۳۳*۵*۷ اول باشد. کوچکترین عدد زائد از این نوع، ۸۸=۲۳*۱۱ است. معادله ی
۸۸x+۹۴۵y=c
به ازای هر مقدار c بزرگتر از ۸۸*۹۴۵=۸۳۱۶۰، جوابی در اعداد صحیح مثبت (x,y) دارد. چون ۸۸ و ۹۴۵ هر دو زائدند، ۸۸x و ۹۴۵y، حتی اگر x یا y برابر ۱ باشد، زائد هستند. یعنی هر x و y مثبت باعث می‌شود که این دو عدد زائد باشند و بنابراین، قضیهٔ ما ثابت می‌شود.
چون ۸۸ کوچکترین عدد زائد یا تامی است که نسبت به ۹۴۵ اول است، عدد ۸۳۱۶۰ کوچکترین کرانی است که می‌توانیم با این روش به دست آوریم. نشان داده‌اند که بزرگترین عدد فردی که نمی‌توان آن را به صورت مجموع دو عدد زائد نوشت، ۲۰۱۶۱ است.